# William James Cohen Stuart

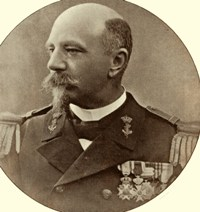
William James Cohen Stuart

William James Cohen Stuart ('s-Gravenhage, 4 maart 1857 — aldaar, 2 juni 1935) was een Nederlands militair en politicus.
Cohen Stuart was een marineofficier, die minister van Marine was in het liberale kabinet-De Meester. Hij had deelgenomen aan expedities in Atjeh en was commandant op diverse schepen. Zoals veel ministers van Marine kreeg hij te maken met bezwaren tegen zijn nieuwbouwplannen, waarna hij voortijdig aftrad. Hij keerde daarna nog enige tijd terug naar de marine.
Hij was medeoprichter van een burgerwacht en Nederlandse padvinderij. Hij overleed aan een hartaanval.
Hij was een zoon van  James Abraham Theodore Cohen Stuart (1818-1883) en Cornelia Beijerinck.